# William à Court, I barone Heytesbury
William à Court barone di Heytesbury (Salisbury, 11 luglio 1779 – Heytesbury, 31 maggio 1860) è stato un diplomatico e politico britannico, che fu ambasciatore britannico nel Regno delle Due Sicilie (1814-1822), nel Regno di Portogallo (1824-1828), e nell'Impero russo (1828-1832). Sir Robert Peel il 17 luglio 1844 lo nominò Lord luogotenente d'Irlanda, ricoprendo tale incarico fino all'8 luglio 1846, e fu Governatore dell'Isola di Wight tra il 1841 e il 1857. Membro del Consiglio privato di sua maestà dal 1817, fu insignito dell'onorificenza di Cavaliere Commendatore dell'Ordine del Bagno (1819) e del titolo nobiliare di Barone di Heytesbury il 23 gennaio 1828.

## Biografia

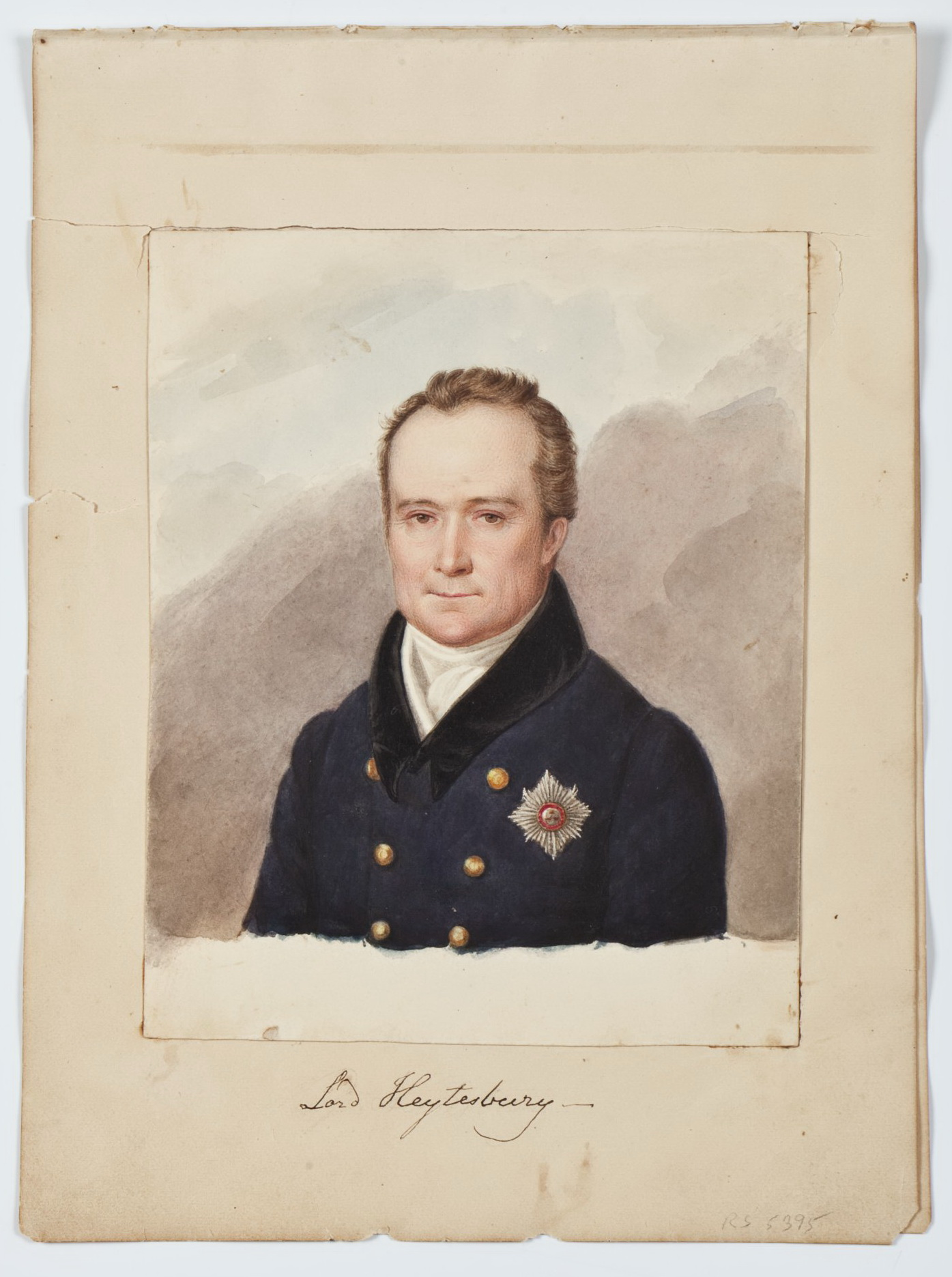
Ritratto di William à Court mentre era ambasciatore a San Pietroburgo.

Nacque a The Close, Salisbury, nel Wiltshire, l'11 luglio 1779, figlio primogenito di Sir William à Court, membro del Parlamento, e di Laetitia Wyndham. Effettuò gli studi a Eton College, ed entrò nel servizio diplomatico britannico in giovane età su interessamento di Lord Portland. Segretario di legazione a Napoli nel 1801, segretario della missione speciale a Vienna (1807), 1º Commissario per gli affari di Malta nel 1812, in quell'anno fu eletto Deputato alla Camera dei Comuni per Dorchester, seggio che mantenne fino al 1814. Fu inviato straordinario negli Stati Barbareschi (5 gennaio 1813), console britannico a Messina, il 3 aprile 1814 sostituì Lord William Bentinck quale rappresentante diplomatico inglese a Palermo, e gradualmente ne mutò la politica.
Appoggiò di fatto la richiesta del vicario generale Francesco di ripristinare il sussidio sospeso da Lord Bentinck come strumento di pressione sulla corte di Palermo,  non si oppose alla riassunzione del governo da parte di re Ferdinando I di Borbone e cercò di ritardare il ritiro delle truppe inglesi. Il 7 settembre ammonì il re che il governo britannico subordinava l'appoggio alla sua restaurazione sul trono di Napoli al rispetto della costituzione siciliana, ma condivideva pienamente il punto di vista della corte sulla incapacità del Parlamento, dominato dai baroni siciliani, di amministrare le finanze. La memoria da lui scritta il 21 ottobre segnò il ritiro del sostegno inglese al partito liberale. Il 16 febbraio 1815 notificò a re Ferdinando la cessazione del sussidio inglese e il mantenimento delle truppe e il 20 aprile dello stesso anno annunciò a Murat la rottura dell'armistizio. Sbarcato a Napoli il 23 maggio mantenne una grande influenza sul governo borbonico, prendendo parte alle riunioni del consiglio dei ministri, tra cui quella del 9 ottobre, in cui, contro il parere del corpo diplomatico, perorò l'immediata esecuzione della condanna a morte di Gioacchino Murat, dichiarando di assumerne la piena responsabilità. Convinse poi il suo governo a mentire al parlamento inglese rappresentandogli in modo distorto l’abolizione della autonomia siciliana.
Succeduto al padre, morto nel 1817, divenne membro del Consiglio privato di sua maestà, Cavaliere Commendatore dell'Ordine del Bagno (1819), e rimase a Napoli sino al 1822, venendo elogiato da Lord Castlereagh per la sua condotta nel corso della rivolta del 1820-1821. Nell'agosto 1822 fu inviato straordinario in Spagna, dove rimase fino al settembre 1824, e poi assunse l'incarico di ambasciatore in Portogallo. Il 23 gennaio 1828 fu elevato al titolo nobiliare di Barone di Heytesbury, e in quello stesso anno venne nominato ambasciatore straordinario e ministro plenipotenziario in Russia, posto subito alle prese con lo scoppio della guerra russo-turca. Rimase a San Pietroburgo sino all'agosto 1832, quando rientrò in Gran Bretagna, venendo nominato Governatore generale dell'India nel 1834. La caduta del governo conservatore di Sir Robert Peel non gli consentì di prendere possesso del suo incarico. Con il ritorno al potere di Peel, il 17 luglio 1844 fu nominato Lord luogotenente d'Irlanda, ricoprendo tale incarico fino all'8 luglio 1846. Fu governatore dell'Isola di Wight fino al 1857. Sposato con Maria Rebecca, figlia dell'onorevole Bouviere dal 1808, la coppia ebbe sei figli, quattro maschi e due femmine. Si spense a Heytesbury il 31 maggio 1860, all'età di 80 anni, e gli successe nei titoli il figlio maggiore William.

## Pubblicazioni
- Explanatory and additional articles to the treaty concluded at Madrid, September 23, 1817, between His Majesty and the King of the Spains, for the prevention of the traffic in slaves : signed at Madrid, December 10, 1822, Evaristo San Miguel, R.G. Clarke at the London Gazette, London, 1823.
- Montalto; a tragedy, in five acts. With other poems,G. Odell, London,  1840.
- A letter to the Right Honourable William, Lord Heytesbury, G.C.B. &c. &c. upon the recent burial case in the parish of Warminster, con Joseph Hume ( a cura di), W.H. Tayler, Warminster, 1846.
- A letter to the Rev. Arthur Fane, vicar of Warminster : containing strictures on his letter to the Right Honorable Lord Heytesbury, and a statement of facts connected with his refusal to read the burial service at the interment of a pauper, who was a dissenter, con William Morgan, Arthur Fane, Joseph Hume, R.E. Vardy, Warminster, 1847.
- Speech of Lord Heytesbury on Sicily, in the House of Lords, Friday, July 20, 1849 ; extracted from Hansard's Parliamentary debates, Woodfall, London, 1849.

### Fonti
1. 1 2 3 4  Leighrayment.
2. 1 2 3 4 5 6  Historyofparliamentonline.
3. 1 2 3 4 5 6 7 8 9 10 11 12  Ilari, Shamà 2008, p. 10.